# Benedek Marcell
Benedek Marcell (Budapest, 1885. szeptember 22. – Budapest, 1969. május 30.) magyar egyetemi tanár, író, irodalomtörténész és műfordító, színházigazgató, a Magyarországi Symbolikus Nagypáholy nagymestere. Benedek Elek író és Fischer Mária fia, Benedek András és Benedek István apja. Író álneve: Marcellus. A 20. század első felének ismert ellenzéki irodalomkritikusa, munkássága 1945 után is folytatódott. Számos műfordítása és monográfiája mellett szerkesztője volt az 1927-es Irodalmi lexikonnak és főszerkesztője az 1963–1965-ös három kötetes Magyar irodalmi lexikonnak is.

## Élete
A budapesti egyetemen szerzett magyar-német szakos diplomát.
Ifjúkori fordítását, Edmond Rostand A napkeleti királykisasszony című verses drámáját 1904-ben a Nemzeti Színház mutatta be. 1904-ben Lukács Györggyel és Bánóczi Lászlóval a Thália Társaság alapítója. 1910-ben kérte felvételét a szabadkőműves Deák páholyba, ahová az év végén fel is vették. 1912-ben párizsi ösztöndíjas volt. 1912–1918 között gimnáziumi tanár volt Budapesten. 1919-ben a budapesti egyetemen a francia irodalom előadója volt. A Tanácsköztársaság bukása után megfosztották tanári állásától. 1930–1939 között a Magyar Könyvkiadók Országos Egyesületének főtitkára volt. 1939-től az Új Idők Irodalmi Intézetének munkatársa, majd igazgatója volt. 1945-től a kolozsvári egyetemen az esztétika és az irodalmi kritika tanára, a Magyar Színház dramaturgja és rendezője, a Kamaraszínház vezetője volt. Amikor visszatért Budapestre, akkor az újjáalakult magyar szabadkőművességben először egy páholy főmesterévé, majd 1949-ben nagymesterré választották. Nagymesteri portréját Herman Lipót festőművész, a Balassa József páholy tagja festette meg. 1950. június 6-án Révai József népművelési miniszter egy beszédében éles kirohanást intézett a szabadkőművesség ellen. Benedek Marcell erről így írt naplójában: „Ötnegyed évig voltam nagymester, amikor egy Révai- beszédben megkondult a szabadkőművesség halálharangja, egy-két rövid, nem is bántó mondat alakjában. Levélben válaszoltam erre a beszédre, a levelet éppúgy megbeszéltem mondatról mondatra a nagypáholy vezetőségével, mint annak idején előadói beszédemet a tanárkongresszus előkészítő bizottságával. Aztán – a levél még a gépírónál volt – megtartottam utolsó előadásomat egy nővérestén, Arany öregkori lírájáról. Harmadnap – 1950. június eleje volt – délben átadták a levelet Révai miniszter titkárának. Négy óra után telefonértesítést kapok: az ÁVO megjelent a páholyházban, a feloszlató rendelettel, amelyet csak megmutatott, de nem adott át. A rövid rendelet lényege: a szabadkőművesség valamikor haladó intézmény volt, de most Amerika-barátok húzódnak meg benne. Gerő Andort behívták, hogy a kulcsokat adja át. Velem senki nem törődött. A minisztertől nem kaptam választ – minek is? Ezzel vége volt annak, aminek a szabadkőművességben vége lehet.”
1947–1962 között az ELTE-n tanított. 1952-ben a tudományos minősítő bizottság – addigi életműve alapján – odaítélte neki az „Irodalomtudományok doktora” fokozatot.

## Családja
Benedek Marcell a századforduló időszakának híres írója, Benedek Elek (Kisbacon, 1859. szeptember 30. – Kisbacon, 1929. augusztus 17.) író és a zsidó származású Fischer Mária (Szeged, 1862. november 2. – Budapest, 1929. augusztus 18.) fiaként született. (Édesanyja öngyilkos lett édesapja halálát követően.)
Benedek Marcell Győri Lujzát (1884–1962), a zsidó származású Győri (Pollák) Gyula és Schulhof Zsófia leányát vette feleségül, akitől két fia és egy leánya született:
- Benedek András (Budapest, 1913. június 21. – Budapest, 1995. december 10.) író, dramaturg, színikritikus, műfordító
- Benedek István (Budapest, 1915. január 17. – Velence, Olaszország, 1996. június 9.) orvos, író, művelődéstörténész, polihisztor
- Benedek Johanna „Hancika” (1919. április 27. – 1925. május 9.)[10][11] – fiatalon elhunyt. Benedek Marcell az ő emlékére ajánlotta A francia irodalom című könyvét.

## Munkássága
Benedek Marcell regényeiben együttérzéssel ábrázolta a modern társadalomban a humanizmus szellemiségét követő, magányosságra ítélt hősöket, tragikussá váló egyéni sorsokat. Irodalomtörténeti munkái népszerű stílusban foglalták össze a magyar és a világirodalom történetét. Műfordítóként mintegy kétszáz szépirodalmi művet ültetett át magyarra.

## Művei
Benedek Marcell összes művét számba venni szinte lehetetlenség. Munkásságának időkereteit 1901-ben megjelent első és 1970-ben megjelent utolsó kötete jelzi, azaz páratlanul hosszú, mintegy 70 esztendőről van szó. Számos folyóiratcikkétől eltekintve az alábbi lista csak önállóan megjelent, saját szerzőségű könyveit tünteti fel. Szerkesztett műveit, műfordításait a következő részek elemzik.

### Saját könyvei
- Marcellus: Virág Jankó. Elbeszélés; Lampel Róbert (Wodianer Ferenc és Fiai) Császári és Királyi könyvkereskedése, Budapest, 1901. (Kis Könyvtár)
- Don Juan feltámadása. Verses regény tizenkét énekben; Athenaeum Irodalmi és Nyomdai Rt., Budapest, 1904.
- A népköltészet hatása a XIX. század nagy magyar epikusaira; Markovics és Garai Könyvnyomdája, Budapest, 1907.
- Az erősebb. Dráma; Lampel Róbert (Wodianer Ferenc és Fiai) Császári és Királyi könyvkereskedése, Budapest, 1912. (Fővárosi Színházak Műsora)
- Victor Hugo; Franklin Irodalmi és Nyomdai Rt., Budapest, 1912.
- Elnökválság. Diákkomédia 1 felvonásban. Légrády Kiadás, Budapest, 1916.
- Tisztjeink hőstettei a világháborúban. Franklin Irodalmi és Nyomdai Rt., Budapest, 1916. (A Mi Hőseink, Reich Árpáddal és Benedek Elekkel)
- Vulkán; Bíró [N.] Kiadása, Budapest, 1918. – Az első világháború előtti radikális fiatalság önéletrajzszerű nemzedékregénye.
- Királyság és köztársaság; Lampel Róbert (Wodianer Ferenc és Fiai) Császári és Királyi könyvkereskedése, Budapest, 1919.
- A modern világirodalom 1800–1920; Franklin Irodalmi és Nyomdai Rt., Budapest, 1920. (Kultúra és Tudomány)
- Pokoljáró Tar Lőrinc. Regény; Dick Manó Kiadása, Budapest, 1920.
- Flóra. Fiatal leányok számára / A láthatatlan testőr. Levelek a tizennyolcadik századból; Singer és Wolfner Irodalmi Intézet Rt., Budapest, 1921.
- A francia regény a XIX. században; Ethika Tudományterjesztő és Könyvkiadó Rt., Budapest, 1921. (Ethika Könyvtár)
- Bevezetés az olvasás művészetébe; Dante Könyvkiadó, Budapest, 1923.
- A modern magyar irodalom; Béta Irodalmi Részvénytársaság, Budapest, 1924. (Mindent Tudok Könyvtár)
- Délsziget, avagy A magyar irodalom története; Révai Kiadás, Budapest, 1928.
- Hamlet tanár úr. Regény; Dante Kiadás, Budapest, 1928.
- A francia irodalom; Athenaeum Irodalmi és Nyomdai Rt., Budapest, 1928. (Élet és Tudomány)
- Ember, világ és irodalom; Franklin Irodalmi és Nyomdai Rt., Budapest, 193? (Az Országos Magyar Protestáns Diákszövetség könyvei)
- Magyar író tragédiája 1929-ben. Benedek Elek utolsó évei; Szerzői magánkiadás, Budapest, 1930.
- Tégyamitakarsz. Regény; Dante Könyvkiadó, Budapest, 1933.
- Irodalom-esztétika; Franklin Irodalmi és Nyomdai Rt., Budapest, 1936. (Kultúra és Tudomány)
- Bevezetés az olvasás művészetébe; átdolgozott kiadás. Budapest, 1937.
- A magyar irodalom története; Dante Könyvkiadó, Budapest, 1938.
- Flóra. Regény fiatal leányok számára; Benedek Elek jegyzetei nyomán; k. n., Budapest, 1943.
- Az irodalmi műveltség könyve; Józsa Béla Athenaeum, Budapest, 1947.
- Ludas Matyi. Színjáték 3 felvonásban, 7 képben; Móricz Zsigmond három jelenetének felhasználásával írta Benedek Marcell; Józsa Béla Athenaeum, Kolozsvár, 1947. (Műkedvelők színpada)
- A bálvány. Regény; Uj Idők Irodalmi Intézet Rt. (Singer és Wolfner), Budapest, 1948. (A világirodalom dekameronja)
- Nemzeti érzés; Dr. Vajna és Bokor Kiadása, Budapest, 1948. (Balassa könyvtár)
- Benedek Marcell főmesteri székfoglalója 1948. február hó 25-én; A Deák Ferenc páholy Kiadása, Budapest, 1948 (A Deák Ferenc páholy könyvtára)
- Délszigeti avagy A magyar irodalom története; 2. bővített kiadás. Uj Idők Irodalmi Intézet Rt. (Singer és Wolfner), Budapest, 1948.
- Nagymesteri székfoglaló. A Magyarországi Symbolikus Nagypáholy 1949. évi március hó 13-iki nagygyűlésén elmondta Benedek Marcell; Otthon Nyomda, Budapest, 1949.
- Benedek Elek; k. n., Budapest, 1955. (Különlenyomat az Irodalomtörténeti közlemények 1955. 1. számából)
- Az olvasás művészete; átdolgozott, bővített kiadás. Bibliotheca Könyvkiadó, Budapest, 1957.
- Először életemben; Magvető Könyvkiadó, Budapest, 1957.
- Shakespeare; függelék és illusztrációk összeállítója Staud Géza; Bibliotheca Könyvkiadó, Budapest, 1958.
- Kis könyv a versről; Gondolat Kiadó, Budapest, 1960. (Gondolattár)
- Romain Rolland; Gondolat Kiadó, Budapest, 1961. (Irodalomtörténeti kiskönyvtár)
- G. B. Shaw; összeáll. P. Somlai Alice. Gondolat Kiadó, Budapest, 1963. (Irodalomtörténeti kiskönyvtár)
- Könyv és színház. Tanulmány; Szépirodalmi Könyvkiadó, Budapest, 1963.
- Kis könyv a drámáról; Gondolat Kiadó, Budapest, 1964. (Gondolattár)
- Kis könyv a regényről; Gondolat Kiadó, Budapest, 1965. (Gondolattár)
- Naplómat olvasom; Szépirodalmi Könyvkiadó, Budapest, 1965.
- Ibolyaszín bárány; Magvető Könyvkiadó, Budapest, 1965.
- Hajnaltól alkonyatig. Vallomások egy élet nagy olvasmányairól; Gondolat Könyvkiadó, Budapest, 1966.
- Irodalmi hármaskönyv. Vers, dráma, regény; Gondolat Könyvkiadó, Budapest, 1966. (Sikerkönyvek)
- Világirodalom, 1-3.; Minerva Kiadó, Budapest, 1968-1969. (Minerva zsebkönyvek)
- Szépen élni; Magvető Könyvkiadó, Budapest, 1968.
- Babits Mihály; Gondolat Kiadó, Budapest, 1969. (Irodalomtörténeti kiskönyvtár. Magyar írók)
- Arany János; Gondolat Kiadó, Budapest, 1970. (Nagy magyar írók)

### Szerkesztett művei
- A magyar nemzet története a költők dalaiban; összeáll. Benedek Marcell, Franklin-Társulat Magyar Irod. Intézet és Könyvnyomda, Budapest, 1915.
- France breviárium. Anatole France élete, művei, vélekedései; Dante Könyvkiadó, Budapest, 1923. (Az Ember – A Bölcs – A Művész)
- Ady-breviárium I–II.; Dante Kiadó, Budapest, 1924.
- Irodalmi lexikon; szerk. Benedek Marcell; Győző Andor Kiadása, Budapest, 1927.
- Irodalmi miniatűrök I–III.; Dante Könyvkiadó, Budapest, 1927. (Műveltség)
- Emlékkönyv Balassa Józsefnek, a Magyar Nyelvőr szerkesztőjének 70. születése napjára; szerk. Beke Ödön, Benedek Marcell, Turóczi-Trostler József; Ranschburg Gusztáv Könyvkereskedése, Budapest, 1934.
- Dante Könyvkiadó Emlékkönyve 1919–1935; szerk. Benedek Marcell; Dante Könyvkiadó, Budapest, 1936.
- Magyar költők a szabadságért. Három évszázad szabadságverseiből; összeáll. Benedek Marcell; „Századunk” folyóirat- és könyvkiadó k. f. t., Budapest, 1939.
- Irodalmi diáknaptár 1948-ra; szerk. Benedek Marcell; Magyar Művészeti Tanács, Budapest, 1948.
- Magyar irodalmi lexikon I–III.; főszerk. Benedek Marcell; Akadémiai Kiadó, Budapest, 1963–1965.

### Műfordításai
Közel kétszáz szépirodalmi művet ültetett át magyarra: Émile Zola, G. B. Shaw, Anatole France, Victor Hugo, Guy de Maupassant, Honoré de Balzac, Romain Rolland, Roger Martin du Gard, Erich Maria Remarque, Charles Dickens (Karácsonyi ének), P. L. Travers (A csudálatos Mary) stb. műveinek fordítása mellé felsorakozik három verses Racine-tragédia, (Andromaché, Berenice és Mithridates); Corneille Polyeucte-je és Rabelais Gargantuájának szemelvényes fordítása. Ő fordította többek között Lin Yutang Mi kínaiak című, angolul írt művét is.
Egyéb fordÍtásai:
- A tékozló fiú = The London prodigal, Ford. Budapest, 1914 (Ál-shakespearei drámák)
- Lord Thomas Cromwell élete és halála : 1602., Ford. (1918)

## Elektronikus hivatkozások
- https://cultura.hu/kultura/benedek-marcell-naploja/